# Contrat du siècle
Le contrat du siècle (en azéri : Əsrin müqaviləsi) est un accord signé le 20 septembre 1994 à Bakou, entre onze grandes entreprises internationales spécialisées dans l'extraction du pétrole dans huit pays. 
Il s'agissait donc d'un contrat de grande envergure sur le développement conjoint de trois champs pétroliers - Azeri-Chirag-Guneshli dans le secteur azerbaïdjanais de la mer Caspienne, qui en raison de sa grande importance a été appelé Contrat du siècle,.    
Ces structures ont commencé à fonctionner avec l'obtention d'une autorité légale, c'est-à-dire après que le Président de l'Azerbaïdjan a signé le décret spécial le 2 décembre 1994. En décembre 1994, le Contrat du siècle a été approuvé au parlement azerbaïdjanais. Après que le président de la République azerbaïdjanaise a signé le décret, ce contrat est entré en vigueur en tant que loi. 
Le Contrat du siècle est entré dans la liste des accords les plus importants à la fois pour le nombre de réserves d'hydrocarbures, et le volume total des investissements prévus. L'accord sur la proportion de la distribution des produits des réservoirs d'eaux profondes de 400 pages a été rédigé en 4 langues.
Le contrat du siècle a ouvert la voie à la signature de 26 autres accords, avec la participation de 41 compagnies pétrolières de 19 pays du monde.

## Participants
Dans le Contrat du siècle ont été présentées 13 entreprises (Amoco, BP, MCdermott, UNICAL, Cepra, Lukoil, Statoil, Exxon, Petrole, Penzoil, ITOCHU, Remco, Delta) de 8 pays (Azerbaïdjan, Turquie, États-Unis, Japon, Royaume-Uni, Norvège, Russie et Arabie Saoudite).
Après la signature du contrat, les participants ont créé les structures du travail - Comité de pilotage, « Azerbaijan International Business Company » (AMOK) et Conseil consultatif.
Dans le cadre du Contrat du siècle, 80 % des bénéfices nets totaux sont destinés à l'Azerbaïdjan et 20 % - à d'autres entreprises.  

## Importance
Après la signature de l'accord, en 1995, dans le cadre de la production de pétrole primaire, la plateforme « Chirag » a été réaménagée selon les normes internationales et équipée des technologies les plus avancées. La nouvelle plate-forme pétrolière a permis de forer les couches horizontales des puits de pétrole. En 1997, l'extraction du pétrole du champ « Chirag » a commencé. 
La partie azerbaïdjanaise de l'oléoduc Bakou-Novorossiisk d'une longueur de 231 kilomètres a également été récupérée et méditée. Pour la première fois, le 25 octobre 1997, le pétrole azerbaïdjanais a été expédié au port de Novorossiisk. 
En décembre 1999, deux premiers chars, chargés de pétrole azerbaïdjanais, sont apparus sur le marché mondial.
En 2002, la base de l'oléoduc Bakou-Tbilissi-Ceyhan, prévue dans le Contrat du siècle, a été posée. Le 25 mai 2006, la cérémonie d'inauguration du pipeline a eu lieu et en 2006, le pétrole azerbaïdjanais a été transporté depuis le port turc de Ceyhan.

## Nouveau contrat

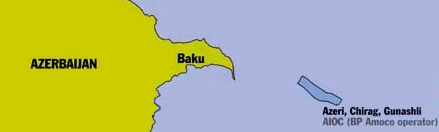
Azeri-Chirag-Guneshli

Le 14 septembre, le président azerbaïdjanais Ilham Aliyev a signé le Nouveau contrat du siècle sur le développement des gisements de pétrole et de gaz d'Azeri-Chirag-Gunashli (ACG) dans le secteur azerbaïdjanais de la mer Caspienne. Ainsi, une nouvelle période a commencé dans le développement du gisement Azeri-Chirag-Guneshli. L'accord a été signé entre les représentants du gouvernement azerbaïdjanais, les sociétés SOCAR, BP, Chevron, Impex, Statoil, ExxonMobil, TP, Itochu, ONGG Videsh. L'accord a été prolongé jusqu'en 2050. 
L'opérateur du projet est resté BP, SOCAR a augmenté sa part de 11 % à 25 %. Selon le traité, 75 % de la prestation reste disponible pour l'Azerbaïdjan,. 

## Jour des pétroliers
Le 16 août 2001, le président azerbaïdjanais Heydar Aliyev a signé un décret selon lequel, le jour de la signature du Contrat du siècle, le 20 septembre sera célébré comme la Journée des pétroliers d'Azerbaïdjan[réf. nécessaire]. 